# Leptogenichthys
Leptogenichthys è un genere estinto di pesci ossei a pinne raggiate (Actinopterygii), appartenente all’ordine †Palaeonisciformes. Visse nel Triassico medio e i suoi resti fossili sono stati ritrovati in Australia. Il genere è noto per la sola specie Leptogenichthys longus.

## Descrizione
L’olotipo di Leptogenichthys longus, conservato presso il Natural History Museum di Londra, consiste in un esemplare quasi completo ma privo di parte della coda, lungo 12,3 cm dalla testa alla base della pinna caudale.
La specie si distingue per l’ornamentazione del tetto cranico, che ricorda quella del genere Ptycholepis, con cui condivide caratteristiche superficiali nella struttura ossea del cranio. In ogni caso, la forma del corpo di Leptogenichthys è molto diversa da quella di Ptycholepis: il primo, infatti, era più slanciato e allungato. La pinna anale di Leptogenichthys era molto arretrata.

## Classificazione
Leptogenichtys longus venne descritto per la prima volta da R.T. Wade nel 1935. Wade collocò Leptogenichthys all'interno del gruppo Chondrostei, nei Palaeopterygii, un insieme parafiletico di pesci ossei primitivi. La collocazione sistematica precisa rimane incerta a causa del materiale fossile limitato, ma sembra ragionevole includere Leptogenichthys tra i Palaeonisciformes, e le somiglianze della morfologia cranica con Ptycholepis potrebbero essere frutto di un fenomeno di convergenza evolutiva.

## Provenienza
Leptogenichthys longus proviene dai giacimenti triassici di Brookvale, nel Nuovo Galles del Sud, in Australia. L'area appartiene al bacino di Sydney ed è associata alla Formazione Hawkesbury, ben nota per i suoi depositi continentali triassici e la fauna fossile associata.